# 第五堂課的戰爭
《第五堂課的戰爭》（日语：五時間目の戦争）是漫畫家優繪製的漫畫作品。
2014年6月在《Young Ace》（KADOKAWA）連載。日文單行本由角川發行2017年3月共4集。繁體中文由台灣角川發行，2017年10月出版共四集。

## 劇情簡介
日本本島與不明物體的敵人開戰已經五年了，離島「青島」因為戰爭的戰時法令第四條規定，該島的國中生必須在星期五第五堂課參與戰爭。唯獨雙海朔和安居島兩人，被下令無論此時或以後都不會有出征的資格。

## 登場人物
雙海朔
國中三年級。對自己的體力非常有自信。
想代替第一位指定出征的零名出征，卻被老師以不適合者拒絕。
安居島都
朔的青梅竹馬。對料理非常擅長。每天早上會做便當。
和朔一樣是不適合者。
篠川零名
因為戰爭而從東京轉學過來的轉學生。重要的人因為戰爭而死亡，因為了解戰爭的恐怖而成為第一位指定出征的人。
喜多山翔
朔的朋友。喜歡安居島都，戰爭結束就要和安居島都告白。
和誠同為第二次指定出征的人。
關前誠
和翔同為第二次指定出征的人。

## 出版書籍
| 卷數 | 角川書店      | 角川書店               | 台灣角川       | 台灣角川               |
| 卷數 | 發售日期      | ISBN                   | 發售日期       | ISBN                   |
| ---- | ------------- | ---------------------- | -------------- | ---------------------- |
| 1    | 2014年10月4日 | ISBN 978-4-04-102223-8 | 2016年12月12日 | ISBN 978-986-473-410-8 |
| 2    | 2015年5月2日  | ISBN 978-4-04-102873-5 | 2017年1月23日  | ISBN 978-986-473-467-2 |
| 3    | 2016年3月4日  | ISBN 978-4-04-103674-7 | 2017年6月8日   | ISBN 978-986-473-737-6 |
| 4    | 2017年3月4日  | ISBN 978-4-04-105115-3 | 2017年10月6日  | ISBN 978-986-473-932-5 |

## 外部連結
『五時間目の戦争』優 |角川書店 | KADOKAWA （页面存档备份，存于）